# نبرد چانگشا (۱۹۴۱)
نبرد چانگشا (انگلیسی: Battle of Changsha) بین ۶ سپتامبر تا ۸ اکتبر ۱۹۴۱ بود که دومین تهاجم ژاپن برای تسخیر شهر چانگشا، مرکز استان هونان چین بود که بخشی از جنگ دوم چین و ژاپن به‌شمار می‌رود. گروهی از ارتش نهم چین به همراه بخش‌هایی از ارتش ۵، ۶ و ۷ این کشور بیش از ۱۱۰٬۰۰۰ تجمع نیرویی را سازمان داده بود، اما به دلیل ضعف اطلاعات در مورد نیروهای مهاجم ژاپنی به علاوه اینکه ارتش ژاپن توانسته بود پیام‌های کد شده تلگراف‌های چینی را رمزگشایی کند. ژاپن با دفاع منفعل چین نبرد را به پیش برد.

## شرح مختصر
این تهاجم توسط ارتش امپراتوری ژاپن با بیش از ۱۲۰٬۰۰۰ سرباز ژاپنی انجام شد که از تجهیزات بسیار بهتری برخوردار بودند، از جمله پشتیبانی نیروهای دریایی و هوایی. نیروهای چینی تحت فرماندهی ژنرال شو یوه قرار داشتند. نیروهای مهاجم ژاپنی در ۲۷ سپتامبر ۱۹۴۱ وارد چانگشا شدند؛ و با به آتش کشیدن کل شهر چانگشا و با پشتیبانی گروه‌های ارتش ششم و هفتم، به مقابله با دفاع نیروهای چینی پرداختند که شامل درگیری‌های سنگین خیابانی در شهر چانگشا بود. نیروهای چینی با موفقیت به دفاع از چانگشا پرداخته و شهر را پس گرفتند. سپس گروه‌هایی از ارتش پنجم و ششم چین به نیروهای ژاپنی که در غرب شهر هانکو در استان هوبی مستقر بودند حمله کردند و این تهاجم باعث شد ارتش ژاپن از چانگشا عقب‌نشینی کند. ارتش ژاپن با کمبود مهمات و مواد غذایی مواجه شد و در پی تلفاتی سنگین، عقب‌نشینی کرد.